# Jawa 350
Jawa 350 (укр. Ява 350) — сімейство мотоциклів чехословацької компанії Jawa з  двоциліндровими 350-кубовими двигунами представлених в багатьох поколіннях.

## Jawa 350 Typ 354

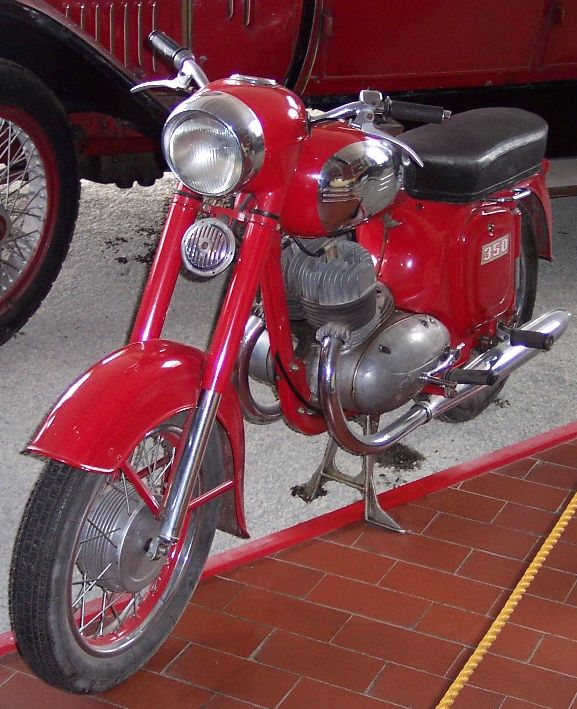
Jawa 350 Typ 354

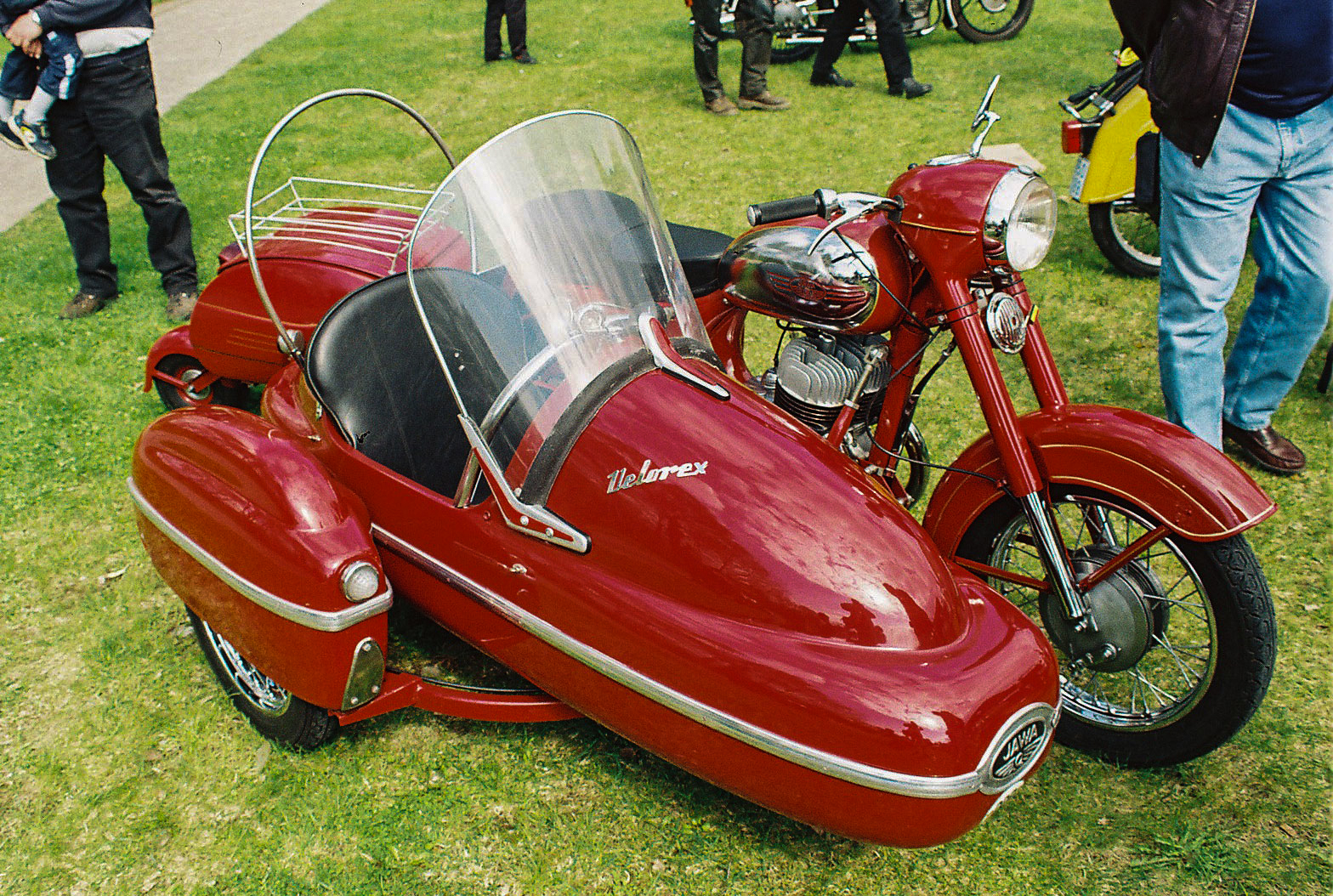
Jawa 350 Typ 354 з боковим причепом

В 1955 року Jawa починає випуск Jawa 350 Typ 354/03. Модель вироблялись спільно з підприємством ČZ «Чезет» під маркою Jawa-ČZ (1954-1959).
В конструкції нової моделі було застосовано задню вилку маятникової конструкції, яка значно збільшила хід підвіски заднього колеса, та отримали назву «kývačka» (від чеського «kývadlo» – маятник). Внаслідок цього мотоцикл став значно м'якшим на ходу. Важливим результатом модернізації стали нові гальма з гальмівними колодками на ширину барабану.
Ланцюг приводу колеса повністю закривався кожухом, а замість коліс 19" встановлено менші розміром 16". Передня вилка оснащувалися гідравлічним амортизаторами. Корпус фари мав характерну форму, яка утворювала елегантну єдину частину з передньою вилкою. Мотоцикл мав каплеподібний бак з хромованими боковинами, ромбоподібні динамічної форми бічні скриньки, суцільне сідло гітароподібні форми. Jawa «Кývačka» фарбували в традиційний темно-червоний («вишневий») колір, та прикрашали ліновками намальованими вручну бронзовою фарбою.
Також було підвищено потужність двоциліндрового двигуна до 16 к.с. Була введена оригінальна одноважільна система перемикання передач і пуску двигуна, вдосконалена конструкція генератора струму. На пізніших моделях коробка передач була обладнана автоматичним вимиканням зчеплення (від ножного важеля) під час перемикання передачі.
Мотоцикл мав вагу 145 кг, максимальна швидкість 115 км/год. Двоциліндрова модель Jawa -350 була розрахована на експлуатацію з боковим причепом. Мотоцикл Jawa 350 (мод 354) почали експортувати до СРСР з 1955 року.
У жовтні 1962 року дебютує нова модель Jawa 350 моделі 354/06.
Ходова частина нової моделі однакова з мотоциклом ЯВА 350 мод. 354/03, але поліпшений зовнішній вигляд, та функціональні якості. Головна зміна зовнішнього вигляду мотоцикла відбулася за рахунок того, що форма верхньої половини корпусу фари переходить в кожухи керма до рукояток, утворюючи з ними єдину елегантну форму. Було змінено і форму спідометра, він став овальним замість круглого, як у попередніх моделей. Одночасно був введений замок запалювання нового типу, комбінований з вимикачем світла. Ліхтар на задньому щитку виконаний з просвітленого червоного полістиролу. У ньому розміщено лампочки сигналу гальмування і габаритного світла. 
Було встановлено сідло нової форми, яке знімалося тільки після відмикання замка в передній частині. Під сідлом містились пружинні засувки замикання  бічних ящиків, які зовні відкрити було неможливо.
Потужність двоциліндрового двигуна збільшили з 16 к.с. до 18 к.с. завдяки зміні каналів в системі газообміну, проте зовнішній вигляд двигуна залишився таким самим.

## Jawa 350 Typ 634 (1973-1982)

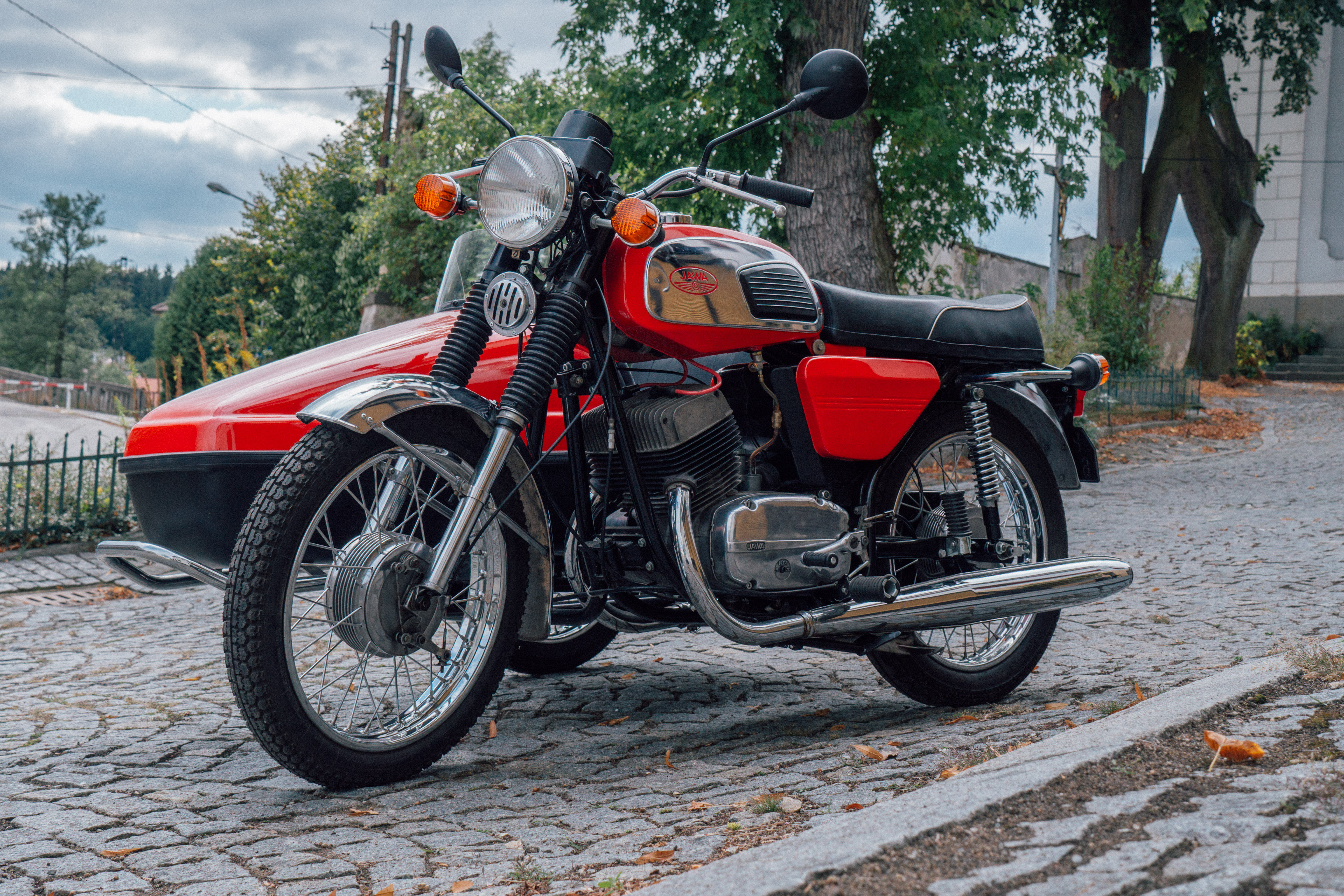
Jawa 350 Typ 634 (1973-1982)

В 1973 році представлено Jawa 350 Typ 634. Мотоцикл комплектувався двоциліндровим двохтактним бензиновим двигуном повітряного охолодження об'ємом 343,5 см3 потужністю 24 к.с. при 5250 об/хв. Змащення кривошипно-шатунного механізму та поршневої групи двигуна відбувається за рахунок паливної суміші бензину та оливи в пропорції 1:33 (а під час обкатки 1:25).
Картер двигуна об'єднує в собі разом і зчеплення і КПП, тому у двигуна є блокова компоновка. Циліндри вилиті з чавуну, сама ж головка циліндра і самі поршні зроблені з легкого сплаву. На поршнях встановлено три компресійні кільця. Поршневі пальці зроблені із сталі, які зафіксовані дротяним замком.
Шатуни ковані, та втулками з бронзи. Шатунні головки вміщають поршневі пальці, розташовані на голковому підшипнику.
Колінвал складається з маховиків, цапф і пальців.
Ліва сторона керма оснащена важелем управління зчепленням, а також напівавтоматичним вимиканням при перемиканні передачі. Багатодискове зчеплення виготовлено зі сталевих дисків і з дисків з вогнетривкої накладкою. Воно працює тільки в масляній ванні.
Чотириступенева КПП вміщує ковзаючі шестерні.
Ножне перемикання передач проводиться за допомогою важеля (педаль), яка розташована зліва. Для передачі крутного моменту застосовують ланцюг.
Гальма передні і задні барабанні. Суха маса мотоцикла 154 кг. Максимальна швидкість 126 км/год.

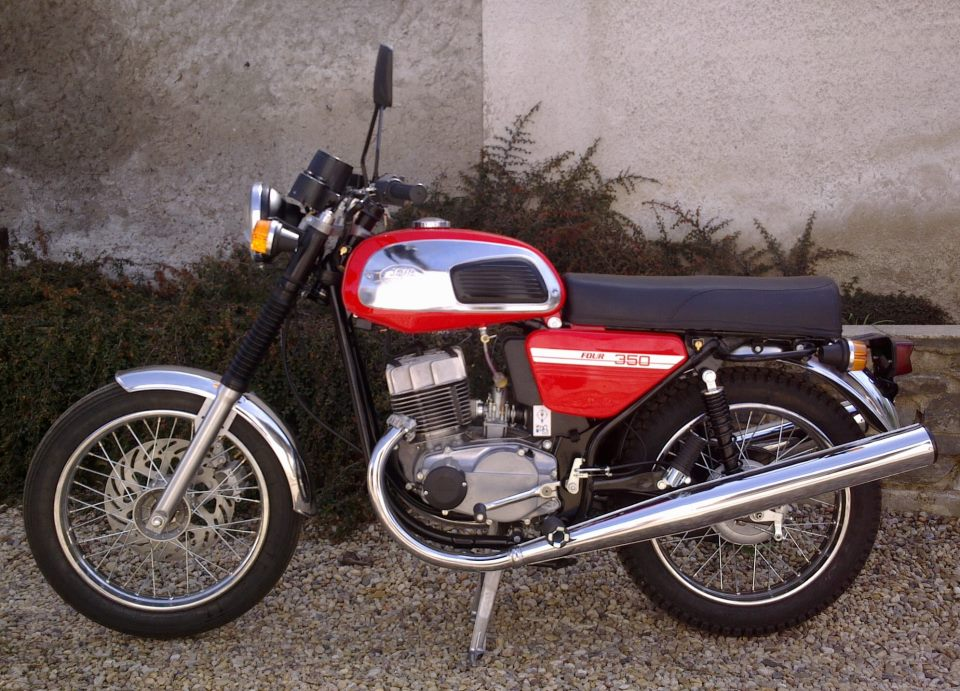
Jawa 350 Typ 634 Retro)

### Jawa 350/634 Retro (з 2013)
В 2013 році завод почав виготовляти репліку мотоцикла під назвою Jawa 350/634 Retro з двотактним двоциліндровим двигуном з повітряним охолодженням об'ємом 343,5 см3 потужністю 24 к.с. при 5250 об/хв і крутним моментом 32 Нм при 4750 об/хв і 4-ст. МКПП. Суха маса мотоцикла 154 кг. Максимальна швидкість 120 км/год.

## Jawa 350 Typ 638 (1984-1993)

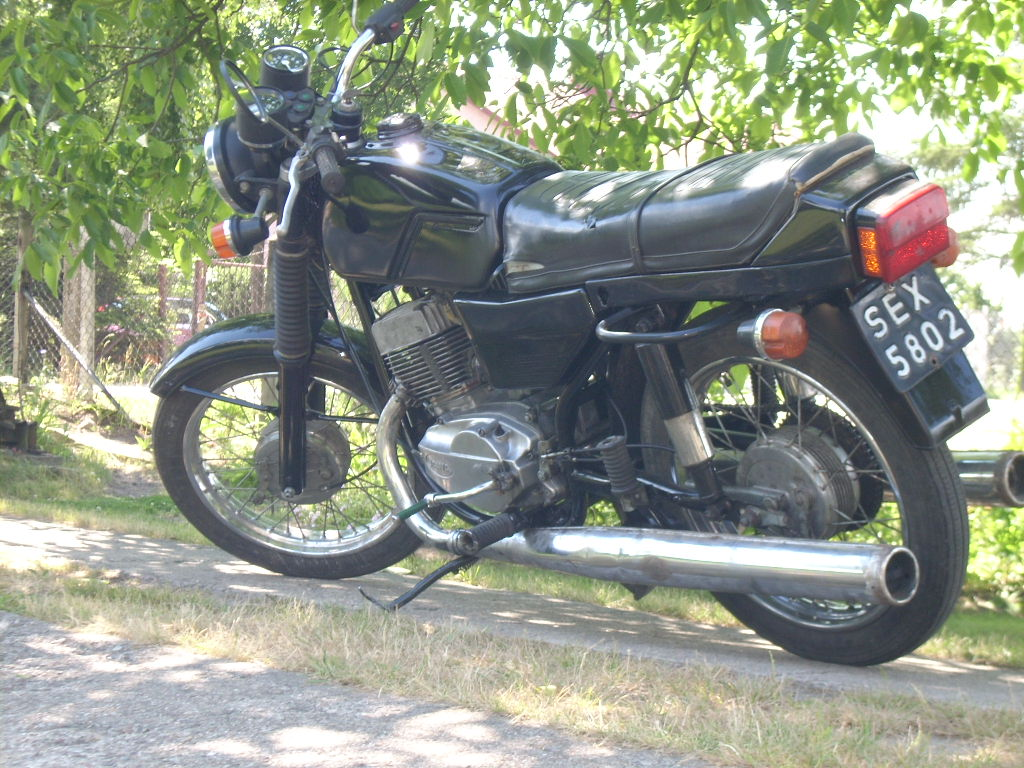
Jawa 350 Typ 638

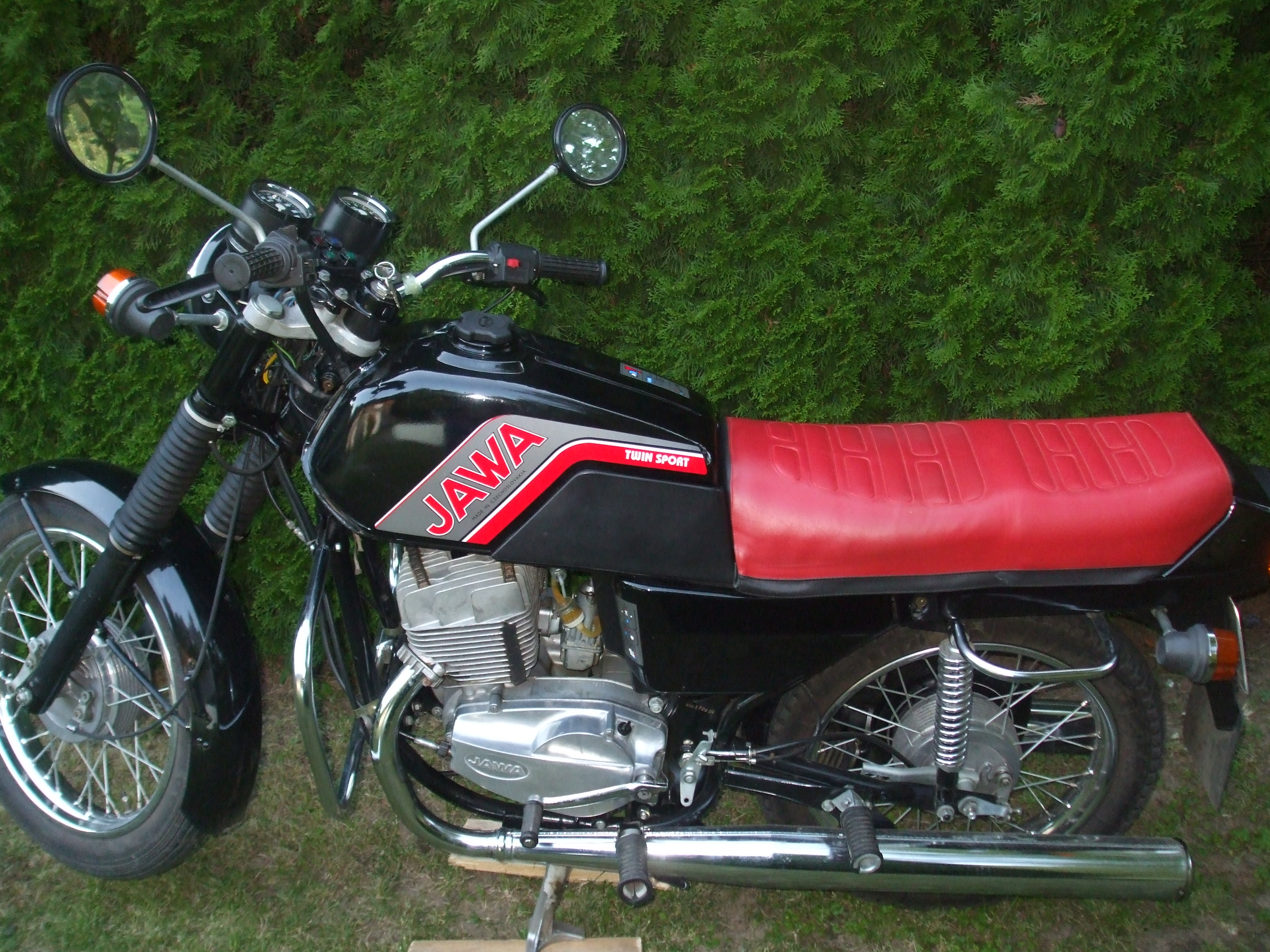
Jawa 350 Typ 638.104 twin sport (1989-1993)

В 1984 році представлено Jawa 350 Typ 638.5. На відміну від попередника новий мотоцикл отримав новий двигун, передню вилку і електрообладнанні. Компонування двигуна хоч і не змінилася, але все ж було модернізоване.
Цей мотоцикл мав класичну конструкцію. Рама була трубчастою несучою, до неї і кріпилися всі елементи. Передня підвіска складалася з передньої телескопічної гідравлічною вилки. Задня - маятник з двома амортизаторами.
Двигун рядний двохциліндровий двохтактний об'ємом 343,47 см3 потужністю 24 к.с. при 5500 об/хв. Ребра на алюмінієвих головках тепер влаштовані по-іншому. Тепер головка і циліндри набагато швидше охолоджується. Також слід зауважити, що було повністю замінено електрообладнання, воно виросло з 6 В до 12 В, поставлений новий генератор, зменшений діаметр маховиків. Охолодження двигуна повітряне, а система живлення - карбюраторних. Запуск силової установки здійснювався ногою. Була сильно змінена трансмісія, коробка передач - з ножним перемиканням, мала 4 швидкості. Привід на заднє колесо здійснювався за допомогою ланцюгової передачі.  Гальма передні і задні барабанні, спереду привід тросиковий, ззаду - система тяг. Суха маса мотоцикла 156 кг. Максимальна швидкість 128 км/год.
Зовні мотоцикл теж зазнав змін: новий ліхтар, особливе оформлення бензобака, трохи інша форма деталей та ін.
В 1986 році представили Jawa 350 Typ 638.00, змінивши форму баку, бокових скриньок, сидіння, задній щиток колеса та декоративні обтічники. На рамі встановлено задні підпори для сидіння.
В 1989 році представили Jawa 350 Typ 638.103, змінивши шильдики Jawa на баці і бокових скриньках з металевого на білі наклейки. На мотоциклі змінили трансмісію, зробивши довшими перших 3 передачі, змінили кут нахилу задніх амортизаторів в результаті чого мотоцикл піднявся, змінили глушники. Через декілька місяців виготовляється Jawa 350 Typ 638.104 twin sport, що зовні відрізнялась великими наклейками на баці, можливістю вибрати будь-який колір і кришках бардачка з відкритими амортизаторами CZ з прогресивними характеристиками.

## Jawa 350 Typ 640 (з 1990)

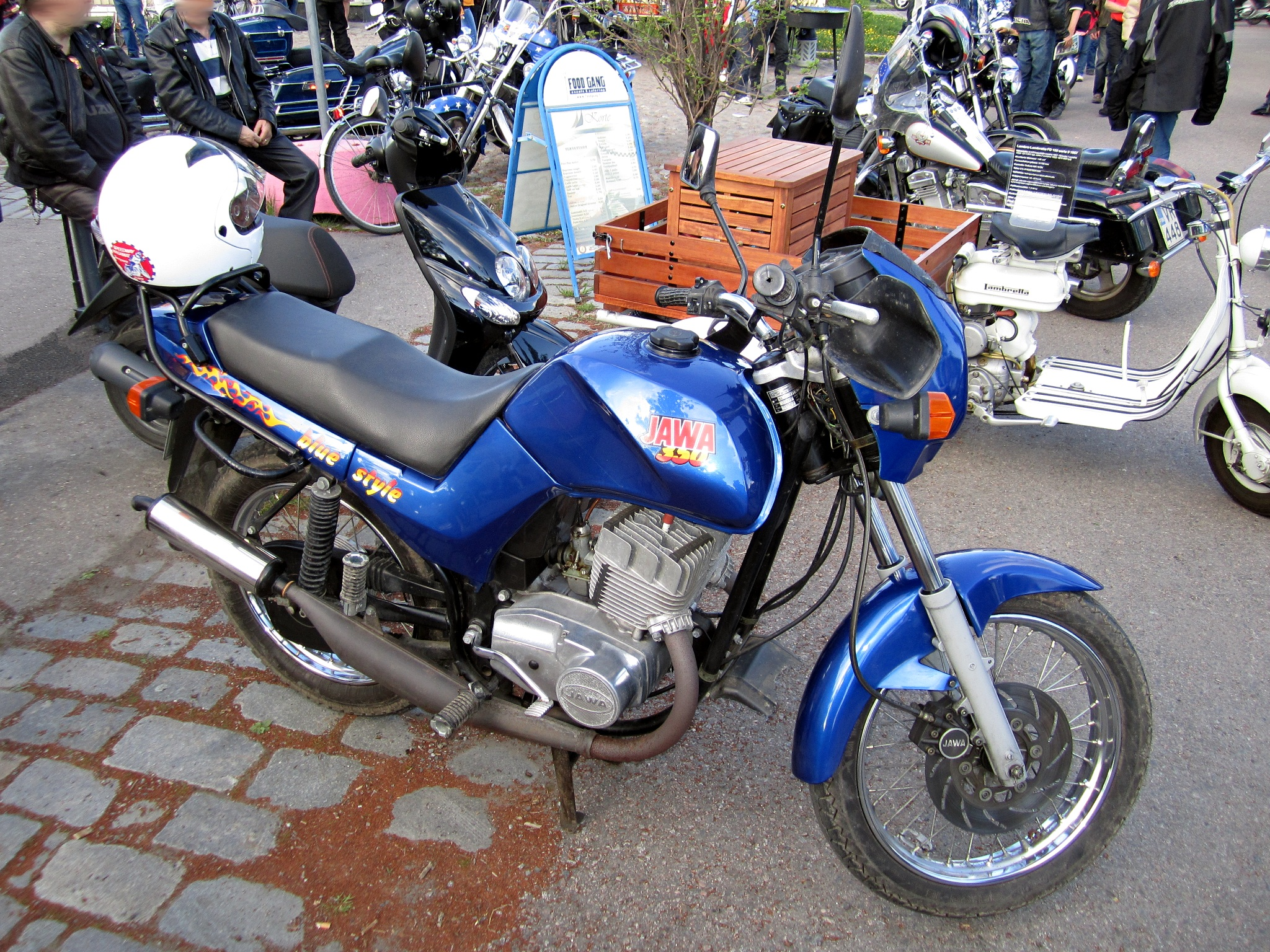
Jawa 350 Typ 640 Style

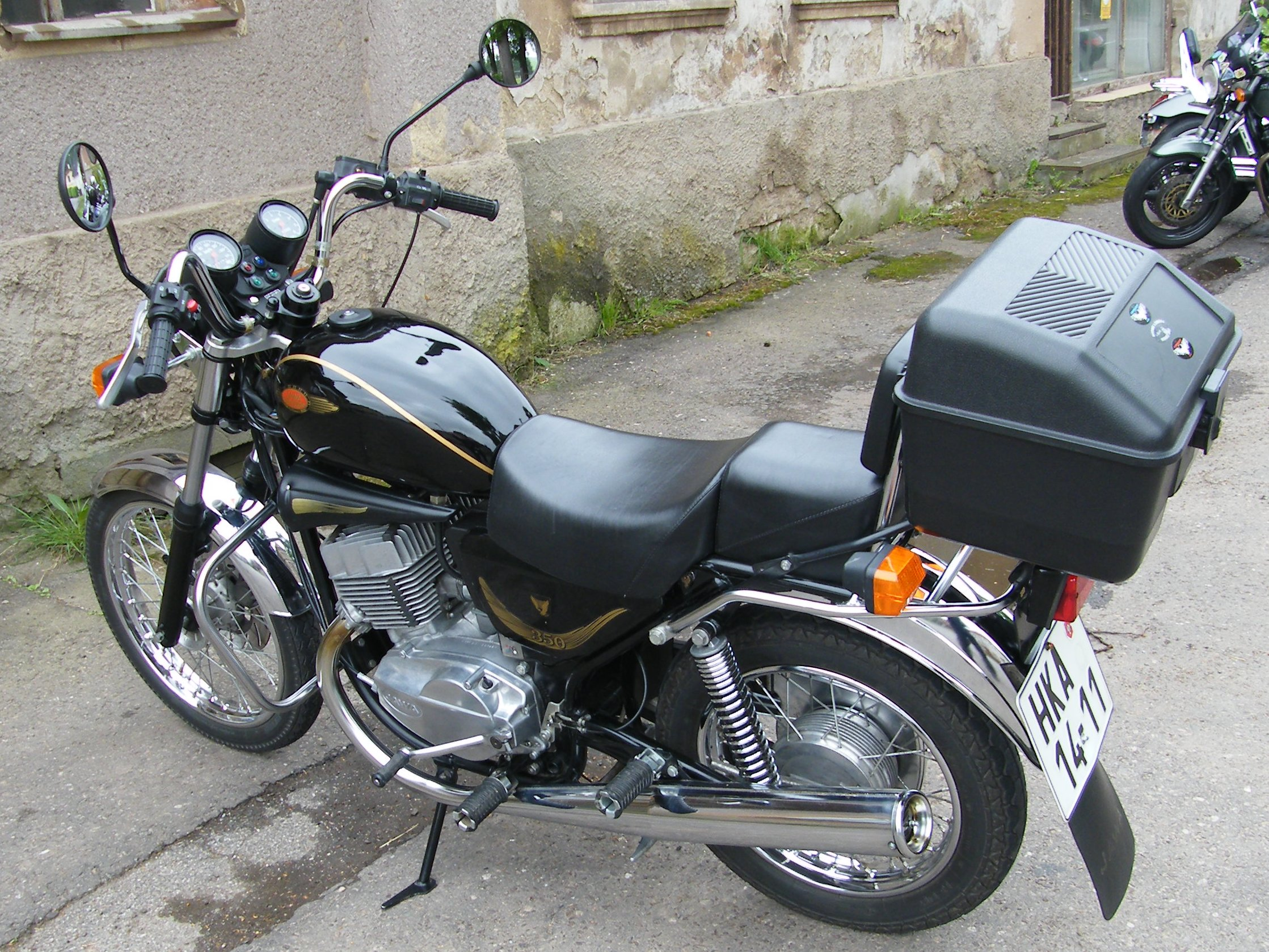
Jawa 350 Typ 639.2 Chopper

В 1990 році з конвеєра сходить Jawa 350 Typ 640 Style. Базова модель 350/640 Style оснащена шпицевими колесами, дисковим гальмом переднього колеса і маленьким обтічником з прямокутною фарою.
В 1992 році виготовляється Jawa 350 Typ 640 Classic, яка зовні нагадувала Jawa 350 Typ 638.103. Тоді ж була виготовлена 350/640 Sport, що одягнена в пластиковий обтічник типу Grand Prix, має литі колеса і глушники спортивного типу. дана модель виготовлялась в модифікації зі старим глушником і новим покращеним.
В 1994 році представлена 350/639 Chopper відрізняється відсутністю обтічників, ступінчастим сідлом зі спинкою пасажира, високим кермом і хромованими глушниками, болотниками, боковинами та баком. Через декілька років ця модель стала називатись 350/639.2 Chopper і мала систему роздільної змаски, декоративні елементи пофарбовані в колір облицювання і бак без хромованих накладок.
В 1995 році на фірмі створений мотоцикл подвійного призначення 350/640 Tramp, стилізований у дусі сучасних ендуро і взутий у шини з розвиненими ґрунтозачіпами. Спеціально до ювілею випущена спеціальна серія мотоциклів, стилізованих у дусі «старенької» Jawa 60-х років.
Варіант 350/640 Sidecar призначений для експлуатації з боковим причепом Velorex 700. Подібний на 350/640 Sport обтічник встановлений і на моделі 350/640 Police, призначеної для поліцейської служби.
Після приватизації отримало незалежність відділення, яке виготовляє мотоцикли для трекових гонок і гонок по льоду. Воно випускає свої машини також під маркою Jawa (компанія Jawa Divisov).

## Всі інші моделі Ява 350

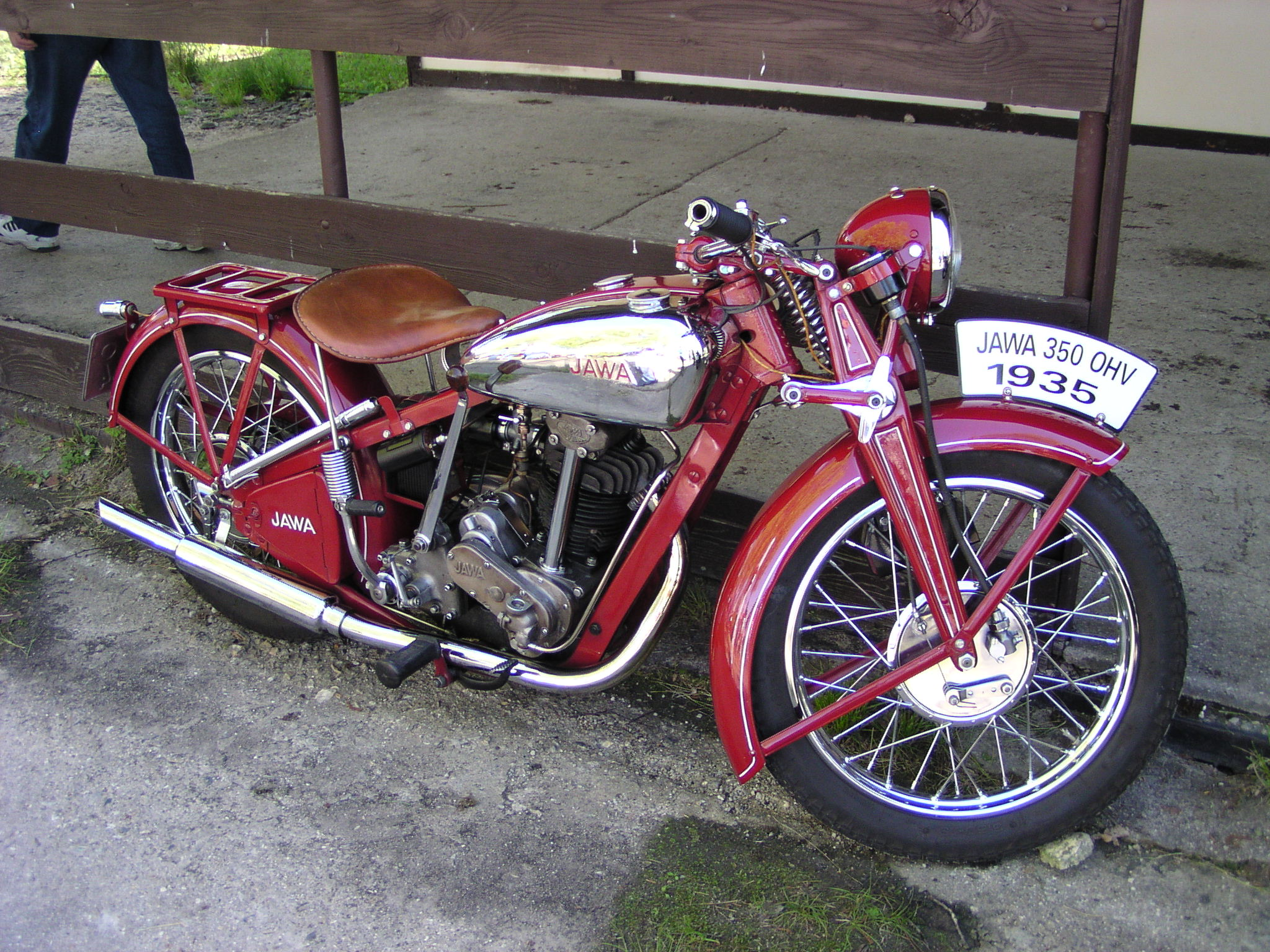
Jawa 350 OHV
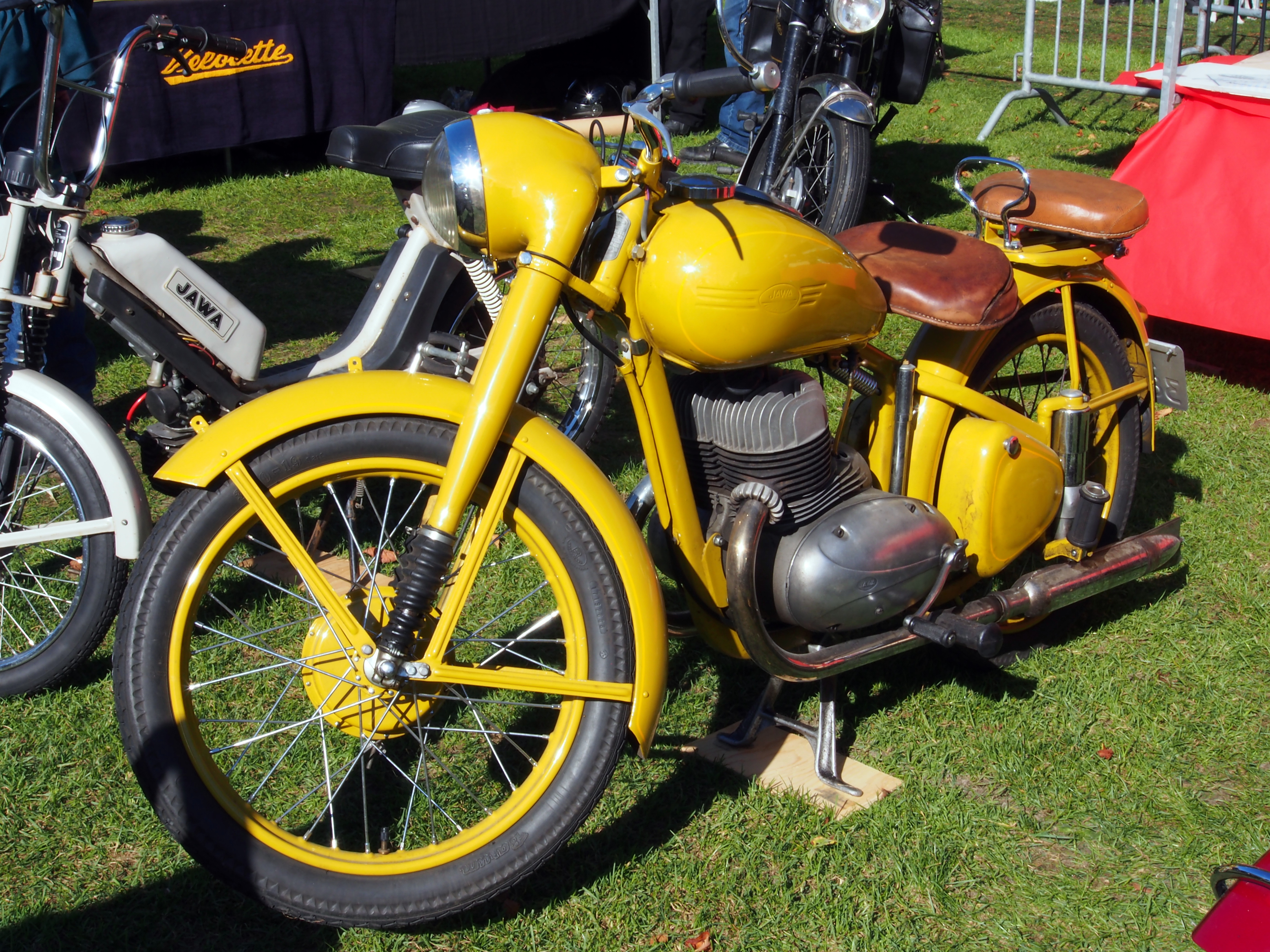
Jawa 350 pérák
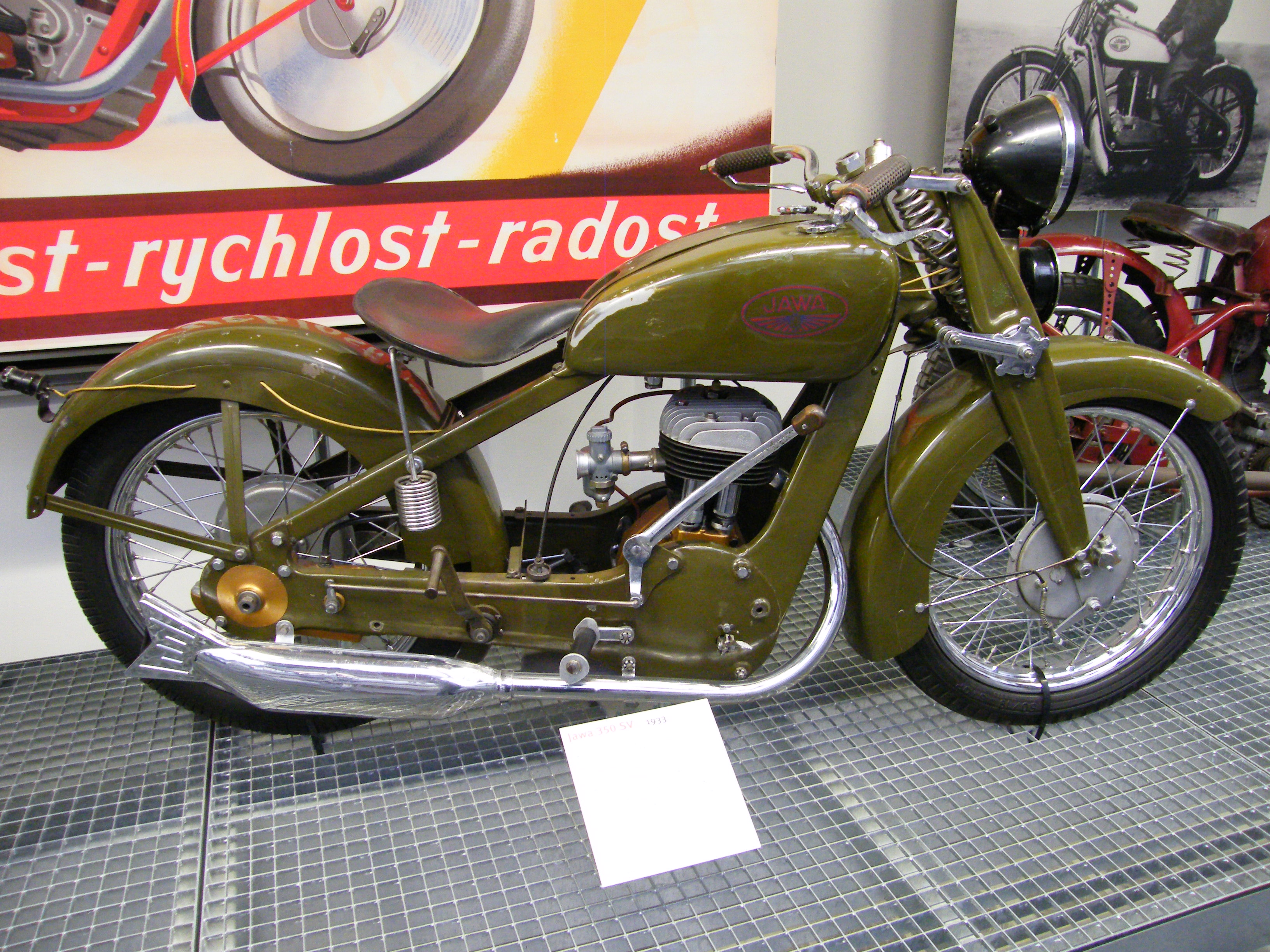
Jawa 350 SV
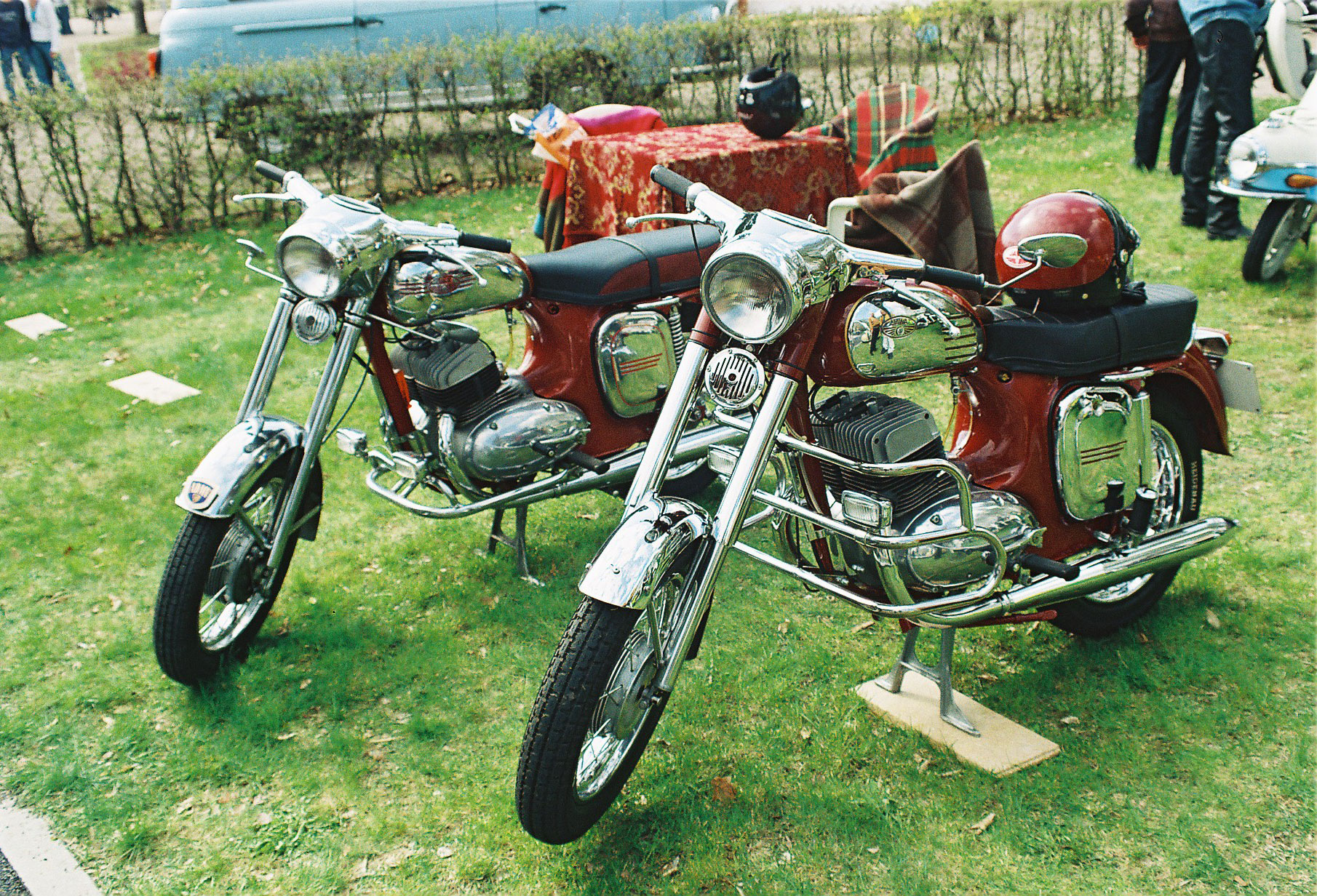
Jawa 350 Typ 360
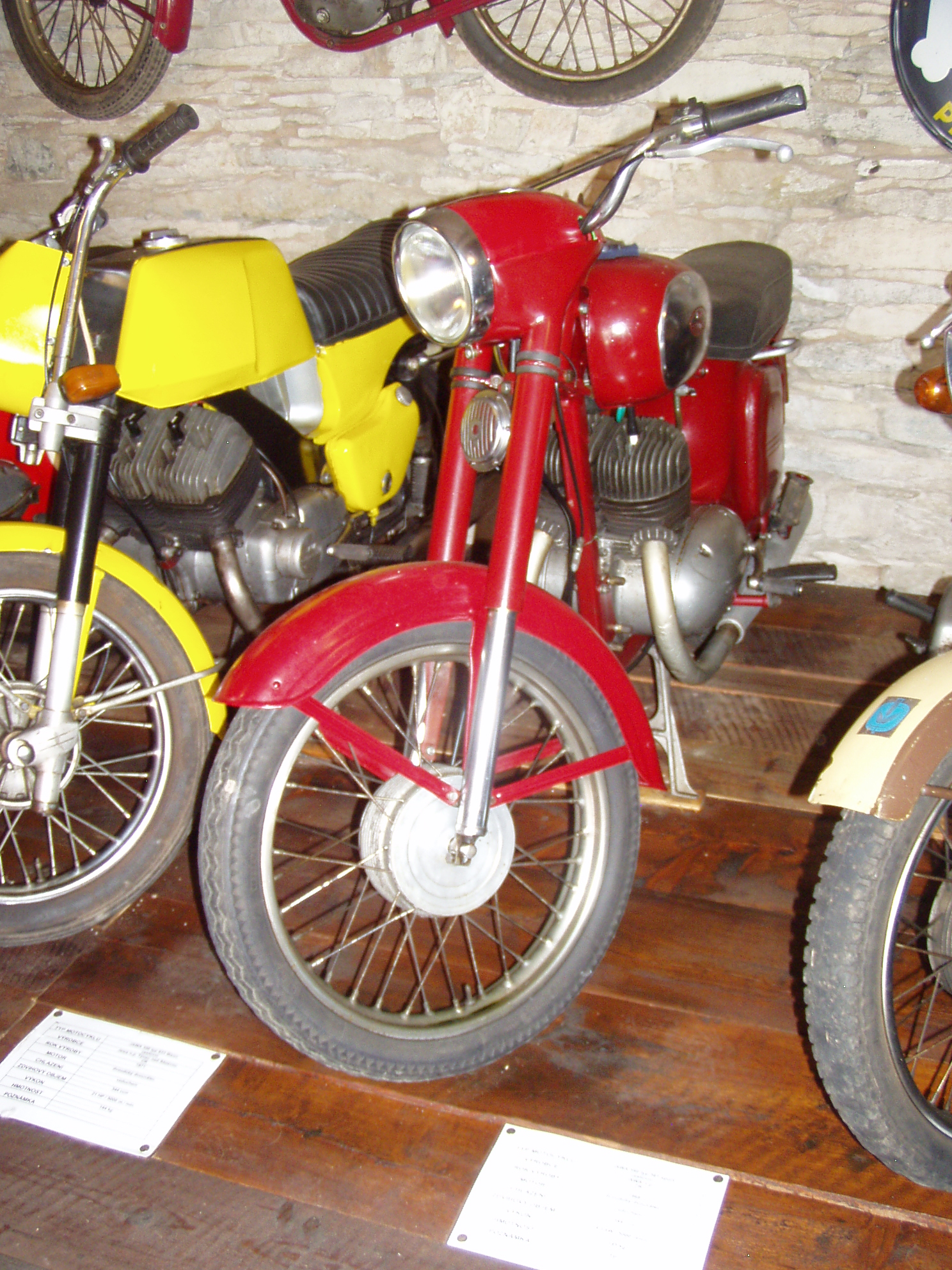
Jawa 350 Typ 361 Sport (1968)
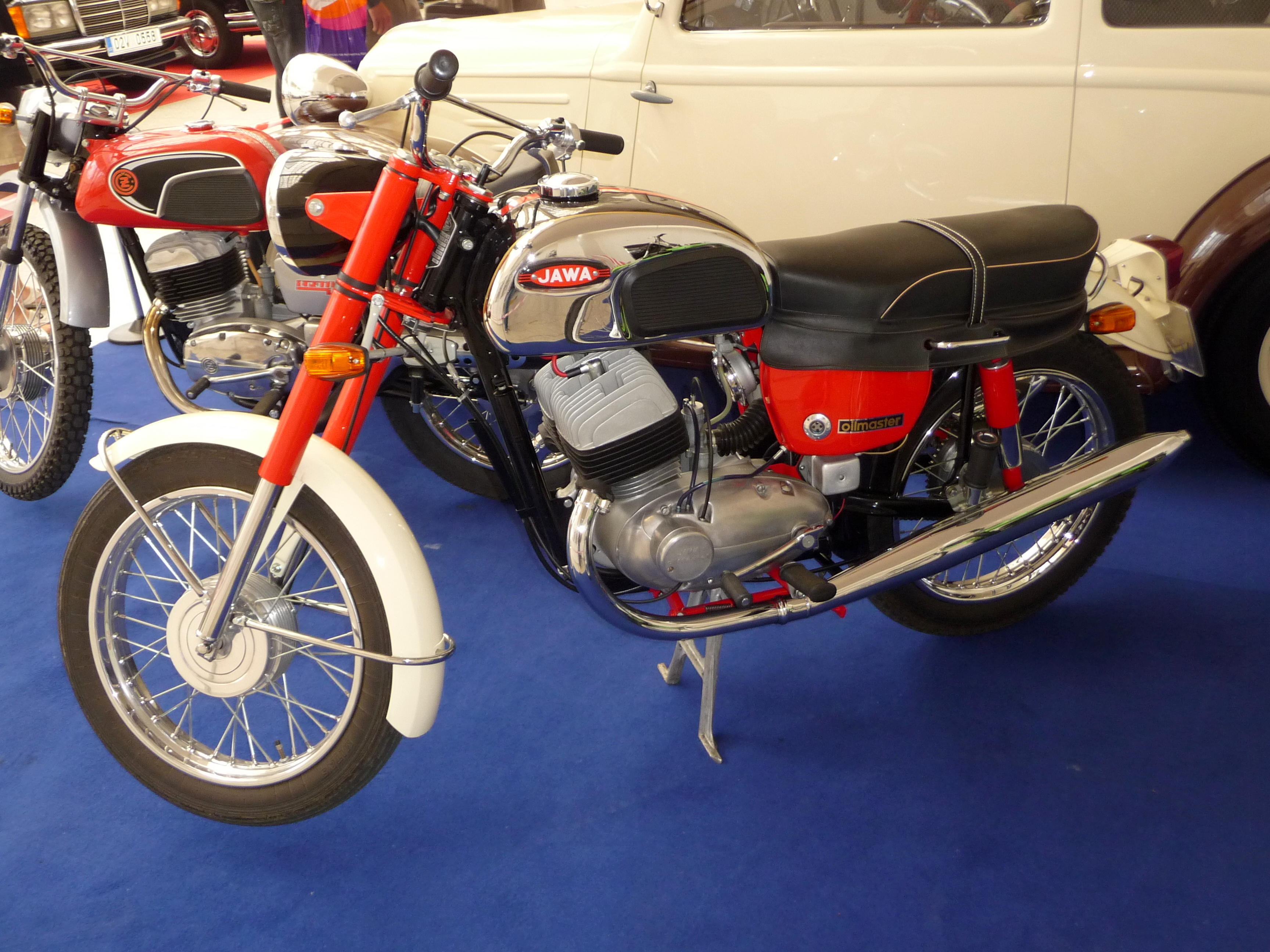
Jawa 350 Typ 362 Californian
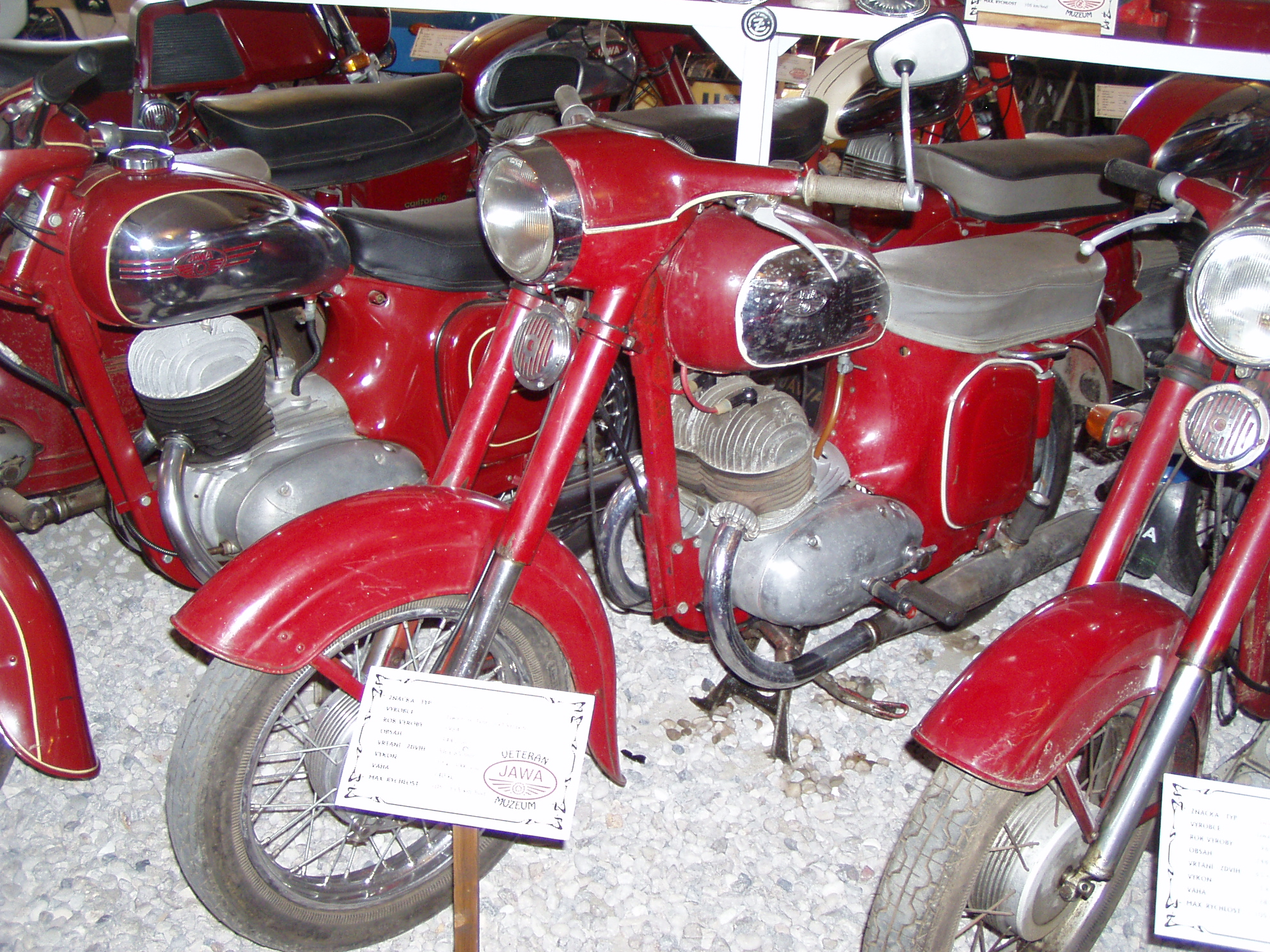
Jawa 350 Typ 362 Panelka (1964)
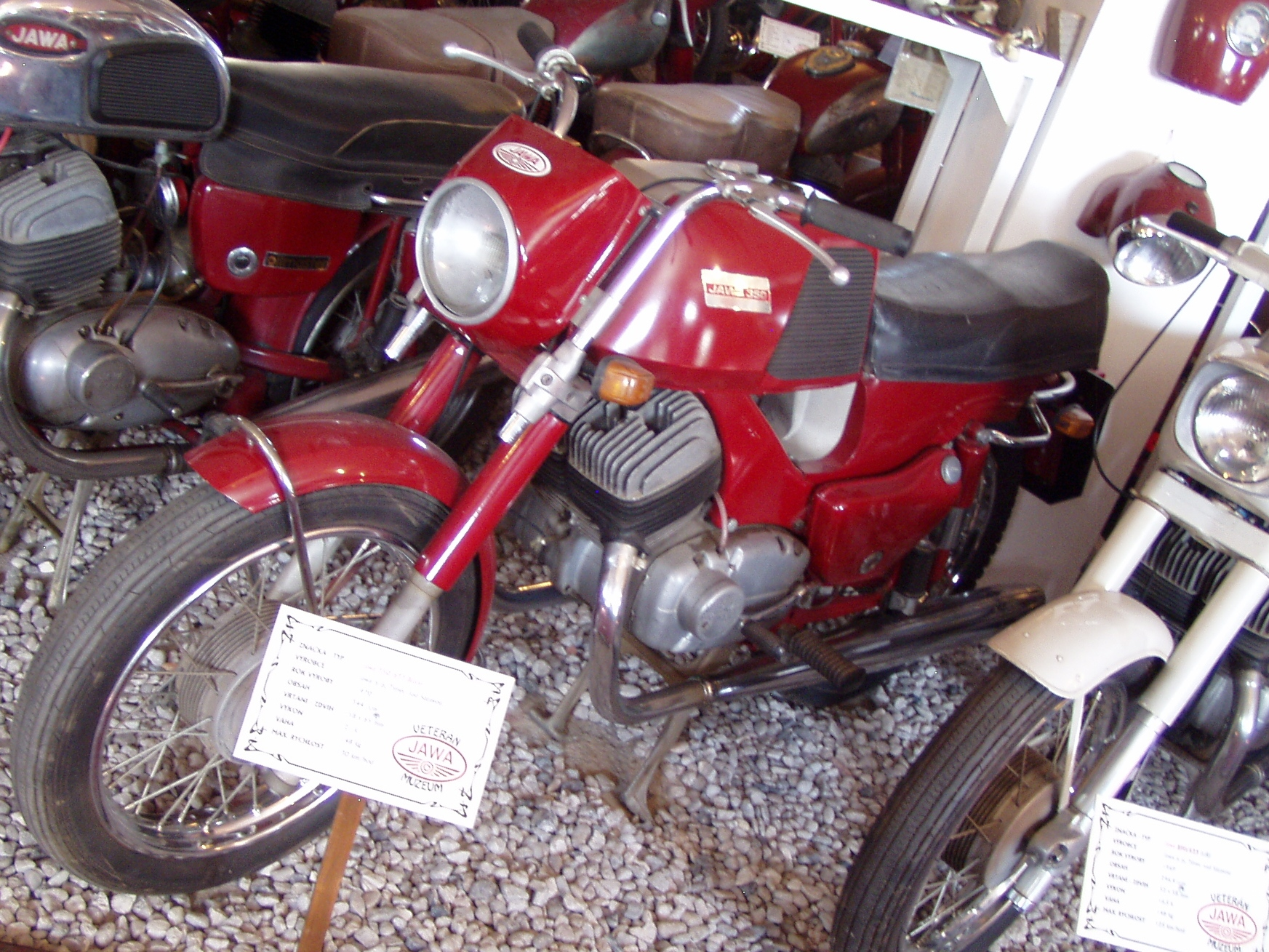
Jawa 350 Typ 633 Bizon (1970)
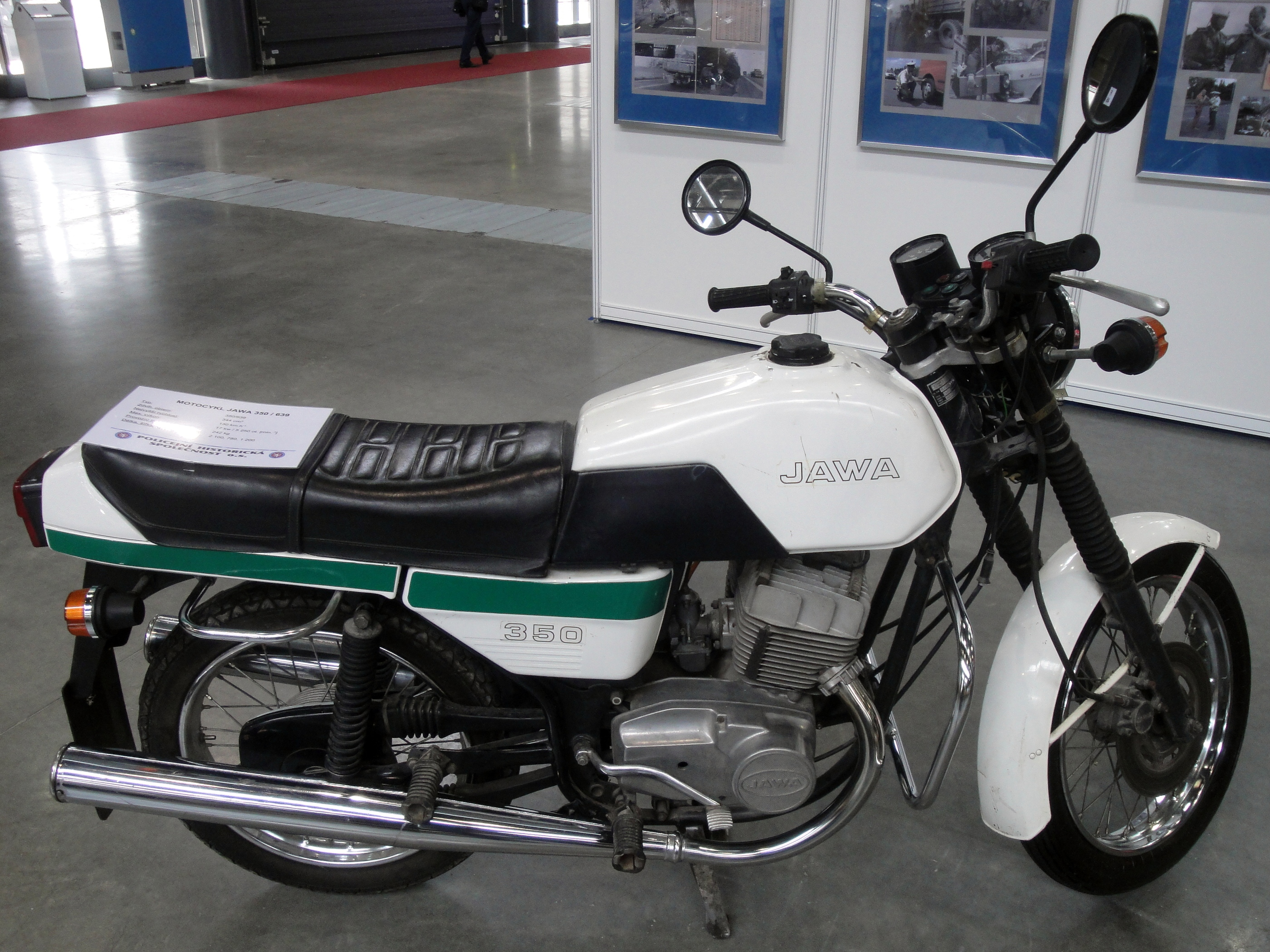
Jawa 350 Typ 639 (1990)